# Saint-Clément-les-Places
Saint-Clément-les-Places település Franciaországban, Rhône megyében. Lakosainak száma 669 fő (2022. január 1.). Saint-Clément-les-Places Longessaigne, Saint-Martin-Lestra, Chambost-Longessaigne, Haute-Rivoire és Saint-Laurent-de-Chamousset községekkel határos.

## Népesség
A település népessége az elmúlt években az alábbi módon változott:
| Lakosok száma | 621  | 635  | 659  | 640  | 643  | 654  | 653  | 654  | 669  |
|               | 2013 | 2015 | 2016 | 2017 | 2018 | 2019 | 2020 | 2021 | 2022 |